# NGC 2080
NGC 2080 ou la nébuleuse de la Tête de fantôme est une nébuleuse en émission et une région HII située dans la constellation de la Dorade. NGC 2080 est situé dans le Grand Nuage de Magellan. NGC 2080 a été découverte par l'astronome britannique John Herschel en 1834.

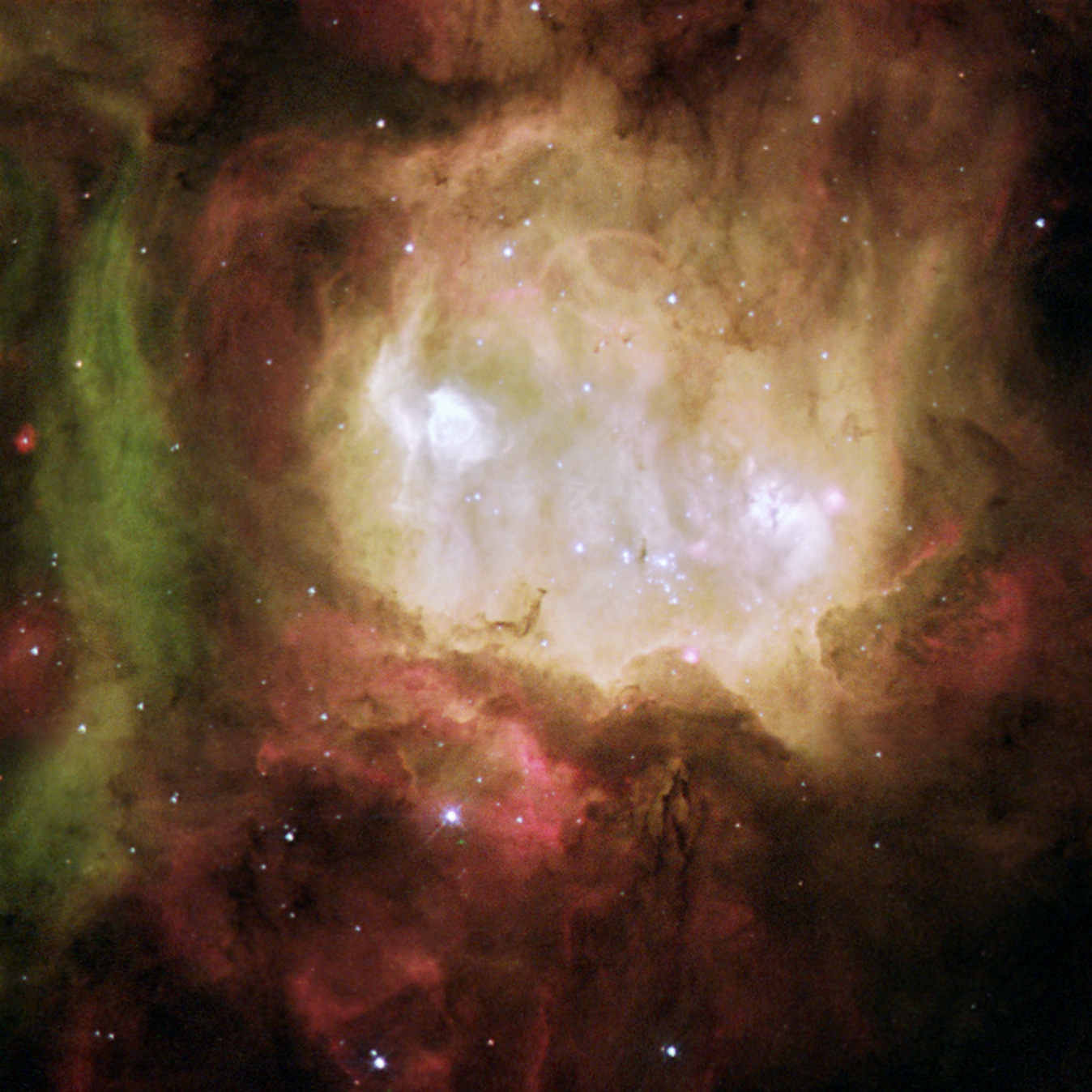
NGC 2080 par le télescope spatial Hubble